# Аннен, Мартин
Мартин Аннен (нем. Martin Annen; 12 февраля 1974, Цуг, Швейцария) — швейцарский бобслеист, выступавший за сборную Швейцарии с 1996 по 2006 год. Принимал участие в двух зимних Олимпийских играх и в общей сложности выиграл три бронзовые медали (Солт-Лейк-Сити 2002: двойки; Турин 2006: двойки, четвёрки).
Мартин Аннен имеет в послужном списке также две бронзовые награды чемпионатов мира, полученные в 2001 году в Санкт-Морице и в 2005 году в Калгари. Шесть раз получал Кубок мира: дважды в комбинации (сезоны 2001—2002, 2004—2005), трижды в двойках (сезоны 2000—2001, 2001—2002, 2004—2005) и один раз в четвёрке (сезон 2001—2002). Закончил спортивную карьеру сразу по окончании Олимпийских игр в Турине.